# Dragon Ball Z: The World's Strongest
Dragon Ball Z: The World's Strongest (ドラゴンボールZ　この世で一番強いヤツ, Doragon Bōru Zetto: Kono yo de ichiban tsuyoi yatsu) Brasil: O Homem Mais Forte do Mundo / Portugal: O Super Herói é o segundo filme da série de anime Dragon Ball Z e o quinto da franquia Dragon Ball. Estreou no Japão no dia 10 de março de 1990 durante o festival de filmes "Toei Manga Matsuri" entre os episódios 39 e 40. A dublagem brasileira foi feita pelo estúdio Álamo.

## Enredo
Gohan e Oolong estão nas congeladas Montanhas Tsumisumbri procurando as Esferas do Dragão que por algum motivo já estão reunidas. Antes que pudessem alcançá-las, Shenlong é invocado por um doutor chamado Kochin. Ele deseja que seu mentor, o doutor Wheelo fosse libertado da sua prisão de gelo. Gohan e Oolong então são atacados pelos homens biônicos de Kochin mas são salvos por Piccolo. Eles fogem enquanto Piccolo derrota os soldados até ser capturado pelos três mais poderosos - Kishime, Ebifurya e Misokattsun. Mais tarde, Bulma e Mestre Kame são atacados por homens biônicos. Kame os derrota em batalha mas Bulma é capturada e ele se rende. Os inimigos dizem que eles queriam o corpo do homem mais forte do mundo para o cérebro do doutor Wheelo, cujo corpo estava destruído. No laboratório de Kochin, o Mestre Kame luta contra os três que derrotaram Piccolo e acaba sendo derrotado. Bulma então acaba dizendo que Goku é o homem mais forte da Terra, pouco antes que ele aparecesse para resgatá-los.
Na fortaleza de Kochin, Goku encontra Misokattsun no primeiro andar. Devido ao seu corpo borrachudo de Misokatsun, os ataques de Goku não surtem efeito. Ele então usa o Kaioh Ken e atravessa o corpo de Misokattsun. No segundo andar, Goku luta contra Kishime e Ebifurya. Ele é eletrucultado por Kishime e congelado por Ebifurya mas acaba sendo salvo por Gohan e Kuririn. Entretanto, os dois também são congelados. Goku se liberta usando o Kaioh Ken novamente e destrói os dois oponentes.
Os três sobem até o laboratório onde encontram Bulma aprisonada e Piccolo, cuja mente estava sendo controlada por Wheelo. Ele confronta Goku até que Gohan quebra o aparelho de controle da mente. O doutor Kochin começa a atirar em Bulma e Kuririn com seu braço mecânico mas surpreendido pelo Mestre Kame. De repente, a parede onde estava o cérebro de Wheelo explode revelando que este estava dentro de um enorme robô. Kochin acaba caindo vários andares e chega perto do reator de energia que o cobre de raios e queima sua pele revelando, pouco antes de explodir no ar, que ele era um robô. Wheelo quer o corpo de Goku para si e começa a atacar. Os ataques de todos não lhe causavam nenhum ferimento até que Goku aumenta seu Kaioh Ken em três vezes. Ele destrói o braço esquerdo de Wheelo e o manda para o espaço com um Kamehameha.
Wheelo continua vivo e decide explodir todo o planeta ao colidir com o reator do seu laboratório. Goku percebe que o único jeito de derrotá-lo é com a Genki Dama. Ele consegue carregá-la mas quando estava prestes a disparar, Wheelo bombardeia o planeta e acerta Goku. Furioso, Gohan voa até a atmosfera, seguido por Piccolo e acerta o doutor. Piccolo destrói o seu visor e Kuririn aparece para ajudá-los. Cansado, Wheelo reúne todas a sua energia e a dispara em forma de um monstruoso laser vermelho. Nesse mesmo momento, Goku atira a Genki Dama, que atravessa o laser e explode o doutor Wheelo. Piccolo se afasta dos outros quanto Goku, Bulma, Kuririn e Gohan começam a rir da forma que Wheelo pensava que o Mestre Kame era o homem mais forte do mundo.

## Personagens Heróis do Filme
- Goku
- Gohan
- Piccolo
- Kuririn
- Mestre Kame

## Personagens exclusivos do filme

### Doutor Wheelo
Doutor Wheelo (ドクター・ウィロー, Dokutã Uirõ) é o antagonista do filme. Wheelo era um grande cientista que trabalhava com biotecnologia, mas foi congelado no Polo Norte durante uma de suas experiências. Teve seu cérebro implantado em um robô pelo seu aluno Kochin. De volta a vida, ele deseja o corpo do homem mais forte do mundo para obter força e inteligência.

### Doutor Kochin
Doutor Kochin (ドクター・コーチン, Dokutã Cochin) é o aluno, já idoso, de Wheelo. Seguindo os passos de seu mentor, ele trabalhou com biotecnologia durante toda a sua vida. Conseguiu criar seres biônicos e se transformou em um ao transferir seu cérebro para um corpo de robô.

### Misokattsun
Misokattsun (ミソカッツン) é um dos três guerreiros biônicos do doutor Kochin. É uma criatura amarelada e rechonchuda com um corpo borrachudo, o que o torna muito resistente.

### Kishime
Kishime (キシーメ) é um dos três guerreiros biônicos do doutor Kochin. Sua pele se assemelha a de um réptil. Vários fios elétricos saem de seu corpo.

### Ebifurya
Ebifurya (エビフリャー) é um dos três guerreiros biônicos do doutor Kochin. É um homem rosado com cabelo vermelho que consegue criar longas nevascas.

### Homens biônicos
Os Homens Biônicos (バイオマン, Baiomen) são soldados de Kochin. Não são muito fortes e por isso são facilmente derrotados.

## Dublagem
| Personagem  | Seiyu            | Dublador           | Dobrador            |
| ----------- | ---------------- | ------------------ | ------------------- |
| Son Goku    | Masako Nozawa    | Wendell Bezerra    | Henrique Feist      |
| Son Gohan   | Masako Nozawa    | Fátima Noya        | Henrique Feist      |
| Piccolo     | Toshio Furukawa  | Luiz Antônio Lobue | Vítor Rocha         |
| Kuririn     | Mayumi Tanaka    | Fábio Lucindo      | Fernanda Figueiredo |
| Mestre Kame | Kõhei Miyauchi   | Gileno Santoro     | Ricardo Spínola     |
| Bulma       | Hiromi Tsuru     | Tânia Gaidarji     | Cristina Cavalinhos |
| Oolong      | Noaki Tatsuta    | Angélica Santos    | Ricardo Spínola     |
| Shenlong    | Kenji Utsumi     | Jonas Mello        | Ricardo Spínola     |
| Tartaruga   | Daisuke Ghori    | Sidney Lilla       | António Semedo      |
| Dr. Wheelo  | Kõji Nakata      | Carlos Silveira    | António Semedo      |
| Dr. Kochin  | Kõji Yada        | Walter Breda       | Vítor Rocha         |
| Misokattsun | Daisuke Ghori    | ????               | António Semedo      |
| Kishime     | Yukimasa Kishimo | ????               | António Semedo      |
| Ebifurya    | Ken Yamaguchi    | Wellington Lima    | Vítor Rocha         |
| Narrador    | Jõji Yanami      | Daoiz Cabezudo     | António Semedo      |

## Músicas
Abertura 
- Cha-La Head-Cha-La
  - Letra: Yukinojō Mori. Música: Chiho Kiyooka. Arranjo musical: Kenji Yamamoto. Vocal: Hironobu Kageyama

 Música de Fundo 
- ピッコロさん　だ〜いすき♡ (Pikkoro-san　Da〜isuki♡, I L〜ve Mr. Piccolo♡)
  - Letra: Chiroru Taniho. Música: Takeshi Ike. Arranjo musical: Kenji Yamamoto. Vocal: Masako Nozawa (Gohan)
  - Nota: música tocada durante um sonho de Gohan

 Encerramento 
- 戦（I・KU・SA） (Ikusa, Battle)
  - Letra: Dai Satõ. Música: Takeshi Ike. Arranjo musical: Kenji Yamamoto. Vocal: Hironobu Kageyama